# Leucania bipuncta
Leucania bipuncta là một loài bướm đêm trong họ Noctuidae.